# Сухая Река
Сухая Река (посёлок Сухая Река, тат. Коры Елга, Qorı Yılğa) — исторически сложившееся название одного из городских посёлков-микрорайонов и жилых массивов в Авиастроительном районе города Казани.
Изначально — русская деревня «Сухоречная на реке Ноксе, при колодезях, на Алатской дороге», позднее — деревня (затем — село) Сухая Река (Богородское) Каймарской волости Казанского уезда Казанской губернии.

## История

### Название, предание о возникновении

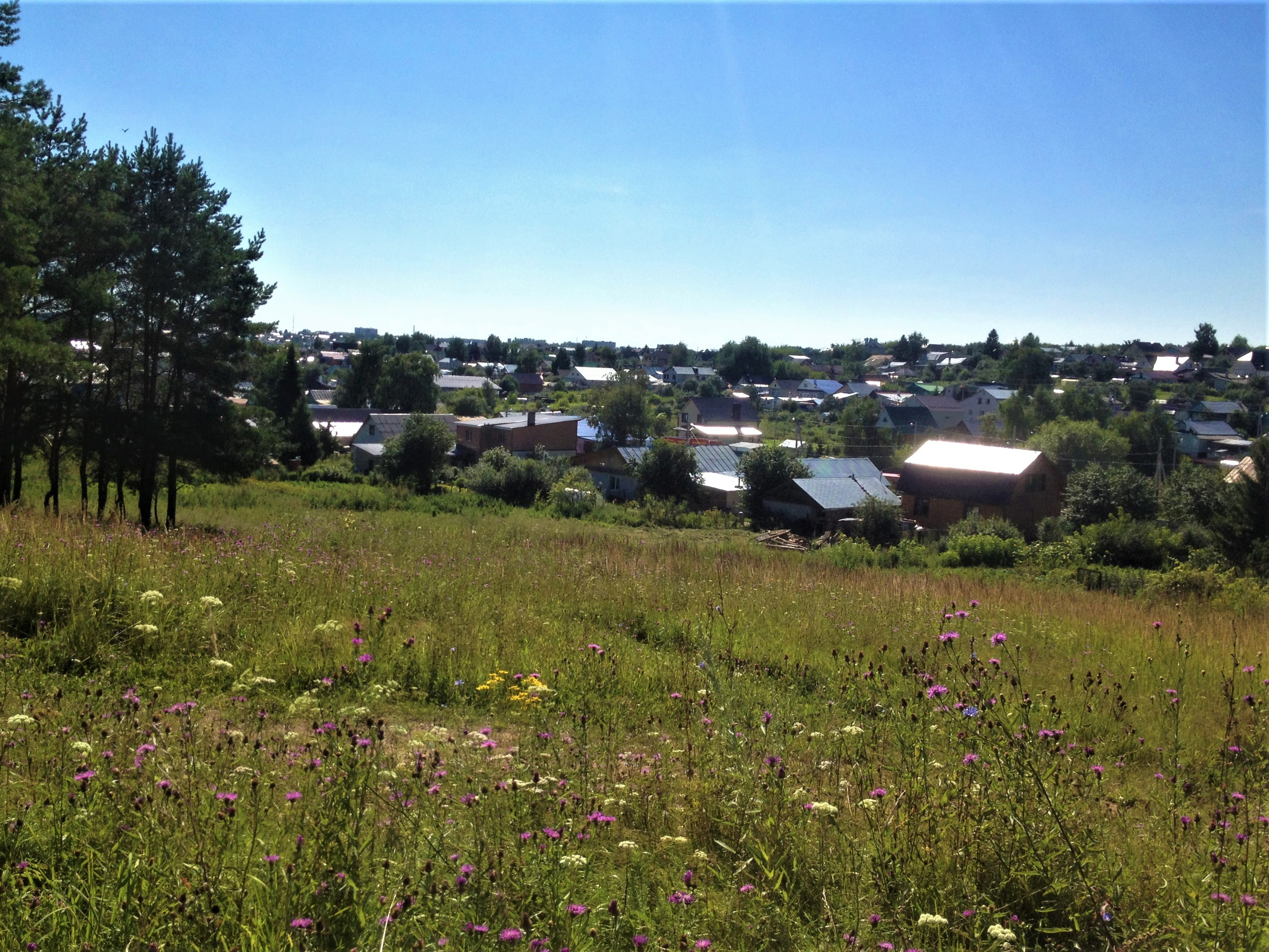
Посёлок Сухая Река (вид со стороны Сухорецкого кладбища)

Деревня Сухая Река получила своё название от «Сухой реки» (реки Сухая) — правого притока реки Казанки, на которой было основано поселение.
Известный краевед И. А. Износков указывал в своей работе «Список населённых мест Казанского уезда, с кратким их описанием», что: «По рассказам местных жителей, занимаемая селом местность заселена Казанским воеводою Мамониным ссыльными из разных мест крестьянами. Говорят, что Мамонин, заведуя пересылкою арестантов, более здоровых из них оставлял и расселял в разных местах по близости г. Казани, а начальству своему доносил, что они бежали с пути».
При этом местность в районе современного посёлка Сухая река была заселена со времён каменного века. Как отмечал И. А. Износков, со ссылкой на коллекцию В. И. Заусайлова: «В дачах села жители находят в изобилии древние каменные орудия».

### Население, количество дворов, земельные владения
Первоначально деревня Сухая Речка значилась приходской деревней близлежащего села Борисоглебское, основание которого относят к 1600 году.
В списке с «дозорной книги», датируемой 1616 годом, указывалось 16 дворов крестьян.
В рукописной грамоте, данной 22 декабря 1642 года «Черемисе Галицкия дороги волости Ярак сотнику Актыбайку Байгильдину с товарищи, на сенные покосы по Сумке реке», говорится, что эти сенные покосы в 1641 году были отданы в оброк «села Борисоглебскаго деревни Сухия реки крестьянам». При этом сенные покосы называются «черемисскими старинными».
В 1646 году в деревне фиксируется более сорока дворов, в том числе: двор монастырский, мельничный двор, попов двор, двор пономаря, 31 крестьянский двор и 6 дворов бобылей (в них 126 человек, пашни 384 десятины).

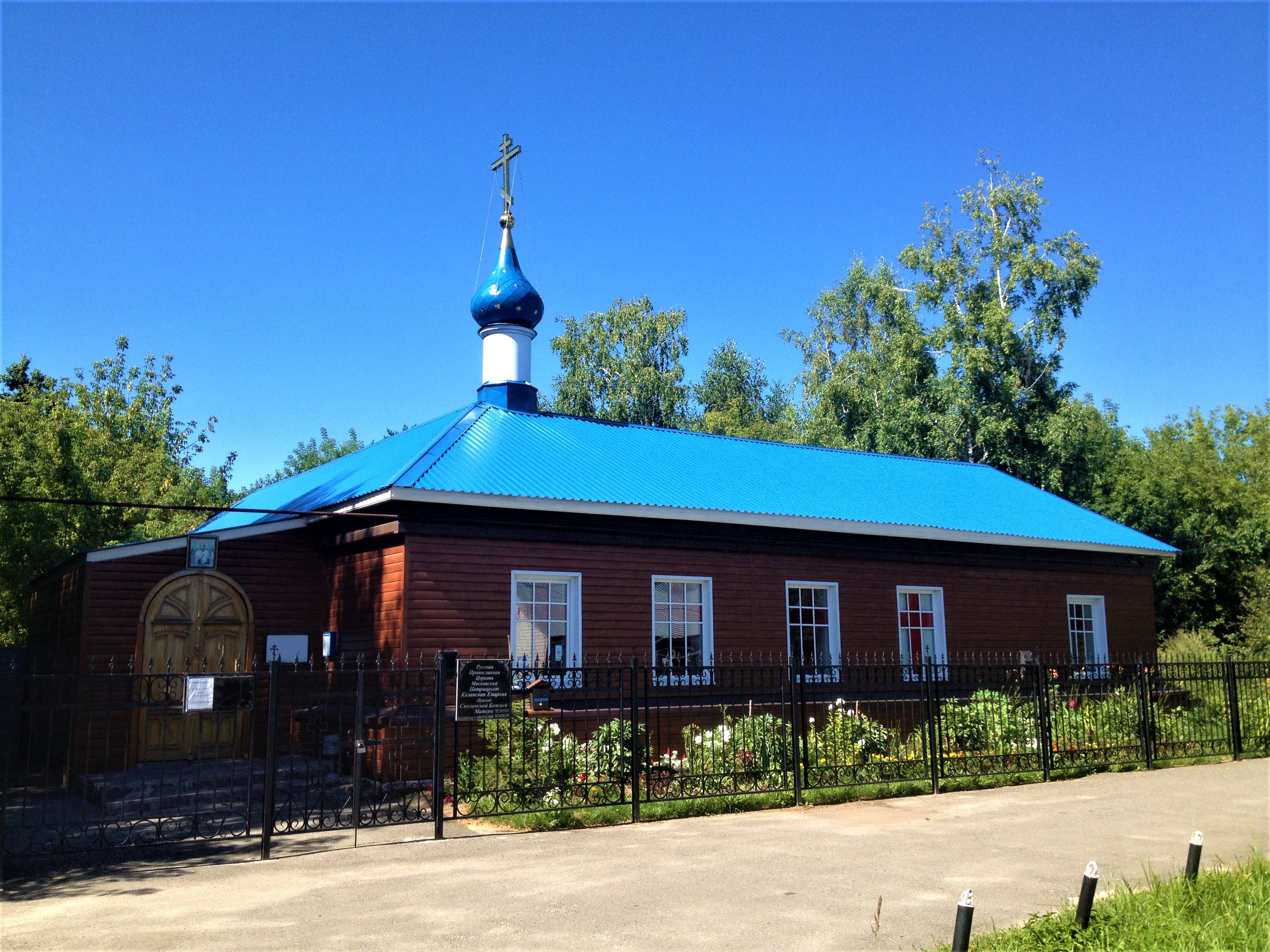
Храм Во имя Смоленской иконы Божией Матери

### Церковь
И. А. Износков в 1885 году упоминал о том, что: «Церковь в Сухой Реке впервые была построена в 1757 г., существующая же — в 1845 г.».
В 1948 году храм уничтожили (взорвали).
В 1999 году Казанской епархии РПЦ было передано построенное в 1920 году для проживания монахов и священников деревянное здание (ул. Малая Заречная, д. 13 а), ранее принадлежавшее храму, а затем использовавшееся под школу, в котором начали регулярно совершаться богослужения. Трудами активистов приходской общины и настоятеля иерея А. Н. Тогулева, а также благодаря спонсорской помощи благотворителей, был проведён капитальный ремонт, приобретены церковная утварь и иконы.
7 февраля 2015 года митрополит Казанский и Татарстанский Анастасий (А. М. Меткин) совершил освящение обновлённого храма Во имя Смоленской иконы Божией Матери.

### Пребывание в селе Е. И. Пугачёва
С селом Сухая река связан один из эпизодов Крестьянской войны 1773—1775 годов под предводительством Е. И. Пугачёва.
13 (24) июля 1774 года, после первого сражения за Казань на Арском поле, Е. И. Пугачёв отвёл свои войска в село Сухая река, где встал лагерем и начал собирать силы, после чего вновь попытался завладеть городом.
После поражения, последовавшего 15 (26) июля 1774 года, повстанцы спешно покинули село.
С пребыванием в этих местах Е. И. Пугачёва связано также предание о возникновении названия находившегося вблизи села Сухая река села Караваево.

### Памятник павшим советским воинам

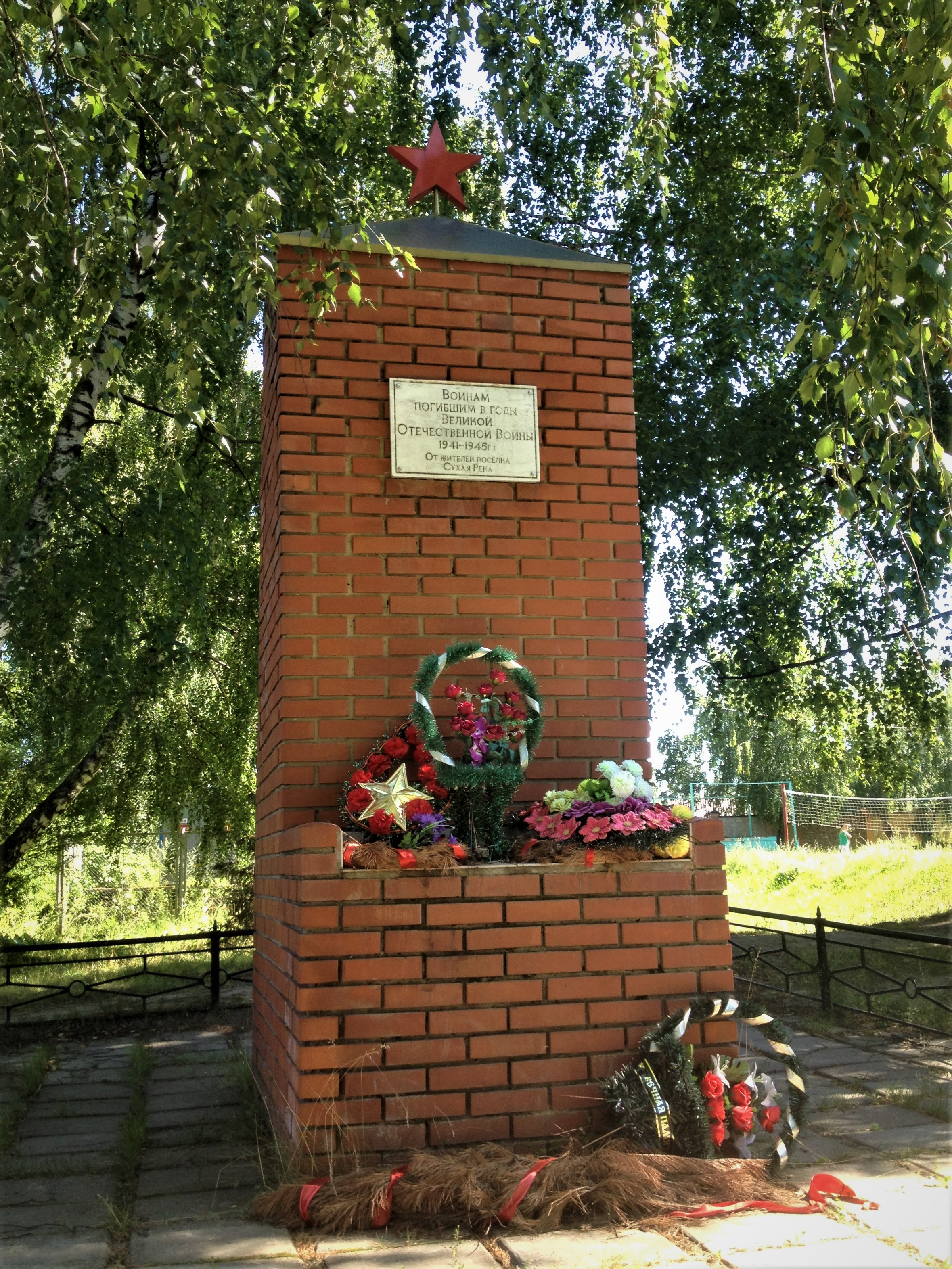
Памятник воинам, погибшим в Великой Отечественной войне

В посёлке Сухая Река, на пересечении улиц Большая Заречная и Малая Заречная, установлена увенчанная пятиконечной красной звездой стела из красного кирпича, на которую помещена табличка с надписью: «Воинам, погибшим в годы Великой Отечественной войны 1941 — 1945 гг. От жителей посёлка Сухая Река».
Во время празднования Дня Победы около неё проводятся официальные памятные мероприятия.

### Захоронения немецких военнопленных
Во время и после Великой Отечественной войны в районе посёлка Сухая Река существовала тюрьма, в которой содержали немецких военнопленных, задействованные на строительстве различных объектов в Казани. 
Сохранились их безымянные братские захоронения, которые в настоящее время подвергаются разорению.

## Современное состояние
В современный жилой массив «Сухая река» входят улицы: 2-я Большая, 2-я Колхозная, Вересаева. Верхоянская, Колхозная, Леонида Черкасова, Песочная, Пихтовая, Поперечно-Колхозная, Пролетарская и другие.
В соответствии с Решением Казанской городской Думы № 21-34 от 25 июля 2014 года «Об установлении границ территориального общественного самоуправления на территории жилого массива "Сухая Река"», установлены следующие границы территориального общественного самоуправления «Сухая Река»: жилые дома, ограниченные улицами Большая Заречная (все чётные дома от дома № 2 до дома № 86), Челюскина (от дома № 116 до дома № 132, включая дом № 22 по ул. Поперечно-Большая), Большая 2-я (от дома № 5 до дома № 15 а по внешней границе ГСК «Мотор-4»), Пихтовая (от дома № 72 в до дома № 72 а по внешней границе СНТ № 2 «Элекон», далее от дома № 73 по внешней стороне СНТ № 11 «КМПО» до дома № 23), Песочная (от дома № 77 а до дома № 69 а по внешней границе СНТ № 7 «КМПО», далее от дома № 66 до дома № 50 по внешней границе СНТ № 5 «Тасма»), Песочному переулку (от дома № 15 до дома № 3 по внешней границе жилого массива), ул. Поперечно-Колхозная (дома № 6, 4, 2 включительно), Колхозная (от дома № 33 до дома№ 46 по внешней границе жилого массива) и включая улицы Колхозная 2-я, Полевая, Речная, Сосновая 1-я, Песчаная, Сухая, Луговая, Придорожная по внешним границам жилого массива, далее по внешней границе до проезжей части до ул. Камчатская.

### Сухорецкое кладбище
На окраине посёлка (жилого массива) Сухая Река расположен один из наиболее крупных городских некрополей — кладбище «Сухая Река» («Сухорецкое кладбище») (ул. Песочная, д. 1 а).
На территории Сухорецкого кладбища с 2004 года действует часовня в честь всех святых.